# 고교서바이벌 토론왕
《고교서바이벌 토론왕》은 국회방송의 텔레비전 프로그램이다.

## 개요
- 기존의 토론 프로그램이 가지고 있는 형식을 탈피하고 국제 디베이트 규정에 따른 토너먼트 형식을 가진 본격 토론 프로그램으로 제작하는 것을 목표로 하였다.
- 참가자들은 세 명씩 한 팀을 구성하여 회당 2팀이 참가하였으며, 한 팀씩 찬반 입장으로 나누어 토론을 진행하였다.
- 1위부터 3위까지의 모든 상은 국회 사무총장상으로 시상하였으나 이후 바뀐 규정에 따라 1위는 국회의장상을 수여하고 2,3위는 국회 사무총장상을 수여하게 되었다.

## 방영 목록

### 1기

#### 2012년
| 회차 | 방영일 | 주제 | 참가팀 | 소속 |
| ---- | --- | --- | --- | --- |
| 1회  | 1월 14일 | 인터넷에서의 은어 사용을 규제해야 한다                                                                                     | 갤럭시 | 경기 창현고등학교 |
| 1회  | 1월 14일 | 인터넷에서의 은어 사용을 규제해야 한다                                                                                     | 참가자 | 고준우, 안지영, 조민정 |
| 1회  | 1월 14일 | 인터넷에서의 은어 사용을 규제해야 한다                                                                                     | 본격 스나이퍼 | 대전 대성고등학교 |
| 1회  | 1월 14일 | 인터넷에서의 은어 사용을 규제해야 한다                                                                                     | 참가자 | 박태호, 박홍식, 고려 |
| 결과 | 갤럭시 팀(경기 창현고등학교)이 본선 2회전에 진출.                                                                          | 갤럭시 팀(경기 창현고등학교)이 본선 2회전에 진출.                                                                          | 갤럭시 팀(경기 창현고등학교)이 본선 2회전에 진출.                                                                          | 갤럭시 팀(경기 창현고등학교)이 본선 2회전에 진출.                                                                          |
| 2회  | 1월 21일 | 심미를 위한 성형수술은 보편적 삶에 유익하다                                                                                | JDAM | 울산 성신고등학교 |
| 2회  | 1월 21일 | 심미를 위한 성형수술은 보편적 삶에 유익하다                                                                                | 참가자 | 강민희, 박지원, 최성현 |
| 2회  | 1월 21일 | 심미를 위한 성형수술은 보편적 삶에 유익하다                                                                                | 고요 | 경기 광명북고등학교 |
| 2회  | 1월 21일 | 심미를 위한 성형수술은 보편적 삶에 유익하다                                                                                | 참가자 | 최기준, 고수민, 박주영 |
| 결과 | 고요 팀(경기 광명북고등학교)이 본선 2회전에 진출.                                                                          | 고요 팀(경기 광명북고등학교)이 본선 2회전에 진출.                                                                          | 고요 팀(경기 광명북고등학교)이 본선 2회전에 진출.                                                                          | 고요 팀(경기 광명북고등학교)이 본선 2회전에 진출.                                                                          |
| 3회  | 1월 28일 | 학교폭력 대응을 위해 교내 CCTV를 확충해야 한다                                                                             | 파닭파닭 | 부산 중앙여자고등학교 |
| 3회  | 1월 28일 | 학교폭력 대응을 위해 교내 CCTV를 확충해야 한다                                                                             | 참가자 | 박지원, 김유신, 김혜린 |
| 3회  | 1월 28일 | 학교폭력 대응을 위해 교내 CCTV를 확충해야 한다                                                                             | 토토 | 대구 영남고등학교 |
| 3회  | 1월 28일 | 학교폭력 대응을 위해 교내 CCTV를 확충해야 한다                                                                             | 참가자 | 박장효, 정연욱, 김창균 |
| 결과 | 파닭파닭 팀(부산 중앙여자고등학교)이 본선 2회전에 진출.                                                                    | 파닭파닭 팀(부산 중앙여자고등학교)이 본선 2회전에 진출.                                                                    | 파닭파닭 팀(부산 중앙여자고등학교)이 본선 2회전에 진출.                                                                    | 파닭파닭 팀(부산 중앙여자고등학교)이 본선 2회전에 진출.                                                                    |
| 4회  | 2월 4일 | SNS를 통한 소통은 인간의 삶을 유익하게 한다                                                                                | 알케미스트 | 경기 숙지고등학교 |
| 4회  | 2월 4일 | SNS를 통한 소통은 인간의 삶을 유익하게 한다                                                                                | 참가자 | 유우준, 신영태, 임성빈 |
| 4회  | 2월 4일 | SNS를 통한 소통은 인간의 삶을 유익하게 한다                                                                                | 토끼풀 상상 | 서울 장훈고등학교 |
| 4회  | 2월 4일 | SNS를 통한 소통은 인간의 삶을 유익하게 한다                                                                                | 참가자 | 이정호, 강태준, 신주영 |
| 결과 | 알케미스트 팀(경기 숙지고등학교)이 본선 2회전에 진출.                                                                      | 알케미스트 팀(경기 숙지고등학교)이 본선 2회전에 진출.                                                                      | 알케미스트 팀(경기 숙지고등학교)이 본선 2회전에 진출.                                                                      | 알케미스트 팀(경기 숙지고등학교)이 본선 2회전에 진출.                                                                      |
| 5회  | 2월 11일 | 오디션 프로그램 열풍은 대중문화 성장에 도움이 된다                                                                         | 베리누스 | 충남 한일고등학교 |
| 5회  | 2월 11일 | 오디션 프로그램 열풍은 대중문화 성장에 도움이 된다                                                                         | 참가자 | 황주웅, 김민재, 임병준 |
| 5회  | 2월 11일 | 오디션 프로그램 열풍은 대중문화 성장에 도움이 된다                                                                         | 나린 | 서울 현대고등학교 |
| 5회  | 2월 11일 | 오디션 프로그램 열풍은 대중문화 성장에 도움이 된다                                                                         | 참가자 | 전상은, 김정원, 양윤정 |
| 결과 | 베리누스 팀(충남 한일고등학교)이 본선 2회전에 진출.                                                                        | 베리누스 팀(충남 한일고등학교)이 본선 2회전에 진출.                                                                        | 베리누스 팀(충남 한일고등학교)이 본선 2회전에 진출.                                                                        | 베리누스 팀(충남 한일고등학교)이 본선 2회전에 진출.                                                                        |
| 6회  | 2월 18일 | 일반 의약품의 슈퍼 판매는 허용되어야 한다                                                                                  | 아고라 | 광주과학고등학교 |
| 6회  | 2월 18일 | 일반 의약품의 슈퍼 판매는 허용되어야 한다                                                                                  | 참가자 | 조재곤, 송솔웅, 김성현 |
| 6회  | 2월 18일 | 일반 의약품의 슈퍼 판매는 허용되어야 한다                                                                                  | 알파 | 서울 한양대학교사범 대학부속고등학교                                                                                       |
| 6회  | 2월 18일 | 일반 의약품의 슈퍼 판매는 허용되어야 한다                                                                                  | 참가자 | 배세란, 성재우, 장하니 |
| 결과 | 알파 팀(서울 한양대학교사범대학부속고등학교)이 본선 2회전에 진출                                                           | 알파 팀(서울 한양대학교사범대학부속고등학교)이 본선 2회전에 진출                                                           | 알파 팀(서울 한양대학교사범대학부속고등학교)이 본선 2회전에 진출                                                           | 알파 팀(서울 한양대학교사범대학부속고등학교)이 본선 2회전에 진출                                                           |
| 7회  | 2월 25일 | 빈부격차 해소를 위해 버핏세를 도입해야 한다                                                                                | 국K-1 | 서울 월계고등학교 |
| 7회  | 2월 25일 | 빈부격차 해소를 위해 버핏세를 도입해야 한다                                                                                | 참가자 | 윤정원, 이지민, 강승현 |
| 7회  | 2월 25일 | 빈부격차 해소를 위해 버핏세를 도입해야 한다                                                                                | NATO | 충남 공주대학교사범 대학부설고등학교                                                                                       |
| 7회  | 2월 25일 | 빈부격차 해소를 위해 버핏세를 도입해야 한다                                                                                | 참가자 | 유하경, 연다은, 박인규 |
| 결과 | NATO 팀(충남 공주대학교사범대학부설고등학교)이 본선 2회전에 진출.                                                          | NATO 팀(충남 공주대학교사범대학부설고등학교)이 본선 2회전에 진출.                                                          | NATO 팀(충남 공주대학교사범대학부설고등학교)이 본선 2회전에 진출.                                                          | NATO 팀(충남 공주대학교사범대학부설고등학교)이 본선 2회전에 진출.                                                          |
| 8회  | 3월 3일 | 성범죄자의 신상을 이웃에게 공개해야 한다                                                                                   | WANG | 경기 고양외국어고등학교 |
| 8회  | 3월 3일 | 성범죄자의 신상을 이웃에게 공개해야 한다                                                                                   | 참가자 | 유대형, 신혜원, 국주호 |
| 8회  | 3월 3일 | 성범죄자의 신상을 이웃에게 공개해야 한다                                                                                   | 달달 | 서울 경희고등학교 |
| 8회  | 3월 3일 | 성범죄자의 신상을 이웃에게 공개해야 한다                                                                                   | 참가자 | 강형종, 이유정, 김태현 |
| 결과 | 달달 팀(서울 경희고등학교)이 본선 2회전에 진출.                                                                            | 달달 팀(서울 경희고등학교)이 본선 2회전에 진출.                                                                            | 달달 팀(서울 경희고등학교)이 본선 2회전에 진출.                                                                            | 달달 팀(서울 경희고등학교)이 본선 2회전에 진출.                                                                            |
| 9회  | 3월 10일 | 보편적 복지가 선별적 복지보다 우선된다                                                                                     | 한물결 | 부산남고등학교 |
| 9회  | 3월 10일 | 보편적 복지가 선별적 복지보다 우선된다                                                                                     | 참가자 | 백인성, 김건호, 이진훈 |
| 9회  | 3월 10일 | 보편적 복지가 선별적 복지보다 우선된다                                                                                     | 인빅터스 | 충남 아산고등학교 |
| 9회  | 3월 10일 | 보편적 복지가 선별적 복지보다 우선된다                                                                                     | 참가자 | 김준식, 손정곤, 이호성 |
| 결과 | 인빅터스 팀(충남 아산고등학교)이 본선 2회전에 진출.                                                                        | 인빅터스 팀(충남 아산고등학교)이 본선 2회전에 진출.                                                                        | 인빅터스 팀(충남 아산고등학교)이 본선 2회전에 진출.                                                                        | 인빅터스 팀(충남 아산고등학교)이 본선 2회전에 진출.                                                                        |
| 10회 | 3월 17일 | 원자력 발전을 계속해야 한다                                                                                                | 에스프레소 | 부산 해운대여자고등학교 |
| 10회 | 3월 17일 | 원자력 발전을 계속해야 한다                                                                                                | 참가자 | 백민주, 임현정, 옥지윤 |
| 10회 | 3월 17일 | 원자력 발전을 계속해야 한다                                                                                                | 까까우톡 | 대구 청구고등학교 |
| 10회 | 3월 17일 | 원자력 발전을 계속해야 한다                                                                                                | 참가자 | 김상준, 박세윤, 손효영 |
| 결과 | 에스프레소 팀(부산 해운대여자고등학교)이 본선 2회전에 진출. 핫보이스 팀(충남 대건고등학교)은 부전승으로 본선 2회전에 진출. | 에스프레소 팀(부산 해운대여자고등학교)이 본선 2회전에 진출. 핫보이스 팀(충남 대건고등학교)은 부전승으로 본선 2회전에 진출. | 에스프레소 팀(부산 해운대여자고등학교)이 본선 2회전에 진출. 핫보이스 팀(충남 대건고등학교)은 부전승으로 본선 2회전에 진출. | 에스프레소 팀(부산 해운대여자고등학교)이 본선 2회전에 진출. 핫보이스 팀(충남 대건고등학교)은 부전승으로 본선 2회전에 진출. |
| 11회 | 3월 24일 | 동네 상권 보호를 위한 대형마트 설립규제 강화                                                                               | 갤럭시 | 경기 창현고등학교 |
| 11회 | 3월 24일 | 동네 상권 보호를 위한 대형마트 설립규제 강화                                                                               | 참가자 | 안지영, 조민정, 고준우 |
| 11회 | 3월 24일 | 동네 상권 보호를 위한 대형마트 설립규제 강화                                                                               | 고요 | 경기 광명북고등학교 |
| 11회 | 3월 24일 | 동네 상권 보호를 위한 대형마트 설립규제 강화                                                                               | 참가자 | 유은선, 최기준, 박주영 |
| 결과 | 갤럭시 팀(경기 창현고등학교)이 3회전에 진출.                                                                               | 갤럭시 팀(경기 창현고등학교)이 3회전에 진출.                                                                               | 갤럭시 팀(경기 창현고등학교)이 3회전에 진출.                                                                               | 갤럭시 팀(경기 창현고등학교)이 3회전에 진출.                                                                               |
| 12회 | 3월 31일 | 청소년 보호를 위한 게임 셧다운제 시행                                                                                      | 핫보이스 | 충남 대건고등학교 |
| 12회 | 3월 31일 | 청소년 보호를 위한 게임 셧다운제 시행                                                                                      | 참가자 | 김명환, 전지현, 금동원 |
| 12회 | 3월 31일 | 청소년 보호를 위한 게임 셧다운제 시행                                                                                      | 베리누스 | 충남 한일고등학교 |
| 12회 | 3월 31일 | 청소년 보호를 위한 게임 셧다운제 시행                                                                                      | 참가자 | 임병준, 김민재, 황주웅 |
| 결과 | 베리누스 팀(충남 한일고등학교)이 3회전에 진출.                                                                             | 베리누스 팀(충남 한일고등학교)이 3회전에 진출.                                                                             | 베리누스 팀(충남 한일고등학교)이 3회전에 진출.                                                                             | 베리누스 팀(충남 한일고등학교)이 3회전에 진출.                                                                             |
| 13회 | 4월 7일 | 반값 등록금 시행 | 까까우톡 | 대구 청구고등학교 |
| 13회 | 4월 7일 | 반값 등록금 시행 | 참가자 | 김상준, 박세윤, 손효영 |
| 13회 | 4월 7일 | 반값 등록금 시행 | 알케미스트 | 경기 숙지고등학교 |
| 13회 | 4월 7일 | 반값 등록금 시행 | 참가자 | 유우준, 신영태, 임성빈 |
| 결과 | 알케미스트 팀(경기 숙지고등학교)이 3회전에 진출.                                                                           | 알케미스트 팀(경기 숙지고등학교)이 3회전에 진출.                                                                           | 알케미스트 팀(경기 숙지고등학교)이 3회전에 진출.                                                                           | 알케미스트 팀(경기 숙지고등학교)이 3회전에 진출.                                                                           |
| 14회 | 4월 14일 | 주 5일 수업제의 시행 | 인빅터스 | 충남 아산고등학교 |
| 14회 | 4월 14일 | 주 5일 수업제의 시행 | 참가자 | 김준식, 손정곤, 이호성 |
| 14회 | 4월 14일 | 주 5일 수업제의 시행 | 에스프레소 | 부산 해운대여자고등학교 |
| 14회 | 4월 14일 | 주 5일 수업제의 시행 | 참가자 | 백민주, 임현정, 옥지윤 |
| 결과 | 에스프레소 팀(부산 해운대여자고등학교)이 3회전에 진출.                                                                     | 에스프레소 팀(부산 해운대여자고등학교)이 3회전에 진출.                                                                     | 에스프레소 팀(부산 해운대여자고등학교)이 3회전에 진출.                                                                     | 에스프레소 팀(부산 해운대여자고등학교)이 3회전에 진출.                                                                     |
| 15회 | 4월 21일 | 영유아 조기영어교육의 필요성                                                                                               | 베리누스 | 충남 한일고등학교 |
| 15회 | 4월 21일 | 영유아 조기영어교육의 필요성                                                                                               | 참가자 | 황주웅, 김민재, 임병준 |
| 15회 | 4월 21일 | 영유아 조기영어교육의 필요성                                                                                               | 갤럭시 | 경기 창현고등학교 |
| 15회 | 4월 21일 | 영유아 조기영어교육의 필요성                                                                                               | 참가자 | 고준우, 안지영, 조민정 |
| 결과 | 갤럭시 팀(경기 창현고등학교)이 결승리그전에 진출.                                                                          | 갤럭시 팀(경기 창현고등학교)이 결승리그전에 진출.                                                                          | 갤럭시 팀(경기 창현고등학교)이 결승리그전에 진출.                                                                          | 갤럭시 팀(경기 창현고등학교)이 결승리그전에 진출.                                                                          |
| 16회 | 4월 28일 | 학교폭력실태 보고서의 공개                                                                                                 | 알케미스트 | 경기 숙지고등학교 |
| 16회 | 4월 28일 | 학교폭력실태 보고서의 공개                                                                                                 | 참가자 | 유우준, 신영태, 임성빈 |
| 16회 | 4월 28일 | 학교폭력실태 보고서의 공개                                                                                                 | NATO | 충남 공주대학교사범 대학부설고등학교                                                                                       |
| 16회 | 4월 28일 | 학교폭력실태 보고서의 공개                                                                                                 | 참가자 | 유하경, 연다은, 박인규 |
| 결과 | NATO 팀(충남 공주대학교사범대학부설고등학교)이 결승리그전에 진출.                                                          | NATO 팀(충남 공주대학교사범대학부설고등학교)이 결승리그전에 진출.                                                          | NATO 팀(충남 공주대학교사범대학부설고등학교)이 결승리그전에 진출.                                                          | NATO 팀(충남 공주대학교사범대학부설고등학교)이 결승리그전에 진출.                                                          |
| 17회 | 5월 5일 | 강력범죄에 대한 경찰의 적극적인 총기사용                                                                                   | 에스프레소 | 부산 해운대여자고등학교 |
| 17회 | 5월 5일 | 강력범죄에 대한 경찰의 적극적인 총기사용                                                                                   | 참가자 | 백민주, 임현정, 옥지윤 |
| 17회 | 5월 5일 | 강력범죄에 대한 경찰의 적극적인 총기사용                                                                                   | 알파 | 서울 한양대학교사범 대학부속고등학교                                                                                       |
| 17회 | 5월 5일 | 강력범죄에 대한 경찰의 적극적인 총기사용                                                                                   | 참가자 | 배세란, 성재우, 장하니 |
| 결과 | 에스프레소 팀(부산 해운대여자고등학교)이 결승리그전에 진출.                                                                | 에스프레소 팀(부산 해운대여자고등학교)이 결승리그전에 진출.                                                                | 에스프레소 팀(부산 해운대여자고등학교)이 결승리그전에 진출.                                                                | 에스프레소 팀(부산 해운대여자고등학교)이 결승리그전에 진출.                                                                |
| 18회 | 5월 12일 | 민주적 여론형성을 위한 인터넷 여론재판                                                                                     | 에스프레소 | 부산 해운대여자고등학교 |
| 18회 | 5월 12일 | 민주적 여론형성을 위한 인터넷 여론재판                                                                                     | 참가자 | 백민주, 임현정, 옥지윤 |
| 18회 | 5월 12일 | 민주적 여론형성을 위한 인터넷 여론재판                                                                                     | 갤럭시 | 경기 창현고등학교 |
| 18회 | 5월 12일 | 민주적 여론형성을 위한 인터넷 여론재판                                                                                     | 참가자 | 고준우, 안지영, 조민정 |
| 결과 | 갤럭시 3 : 0 에스프레소 | 갤럭시 3 : 0 에스프레소 | 갤럭시 3 : 0 에스프레소 | 갤럭시 3 : 0 에스프레소 |
| 19회 | 5월 19일 | 영리병원의 설립 허용 | NATO | 충남 공주대학교사범 대학부설고등학교                                                                                       |
| 19회 | 5월 19일 | 영리병원의 설립 허용 | 참가자 | 유하경, 연다은, 박인규 |
| 19회 | 5월 19일 | 영리병원의 설립 허용 | 에스프레소 | 부산 해운대여자고등학교 |
| 19회 | 5월 19일 | 영리병원의 설립 허용 | 참가자 | 백민주, 임현정, 옥지윤 |
| 결과 | NATO 2 : 1 에스프레소 | NATO 2 : 1 에스프레소 | NATO 2 : 1 에스프레소 | NATO 2 : 1 에스프레소 |
| 20회 | 5월 26일 | 학생인권조례의 시행 | 갤럭시 | 경기 창현고등학교 |
| 20회 | 5월 26일 | 학생인권조례의 시행 | 참가자 | 고준우, 안지영, 조민정 |
| 20회 | 5월 26일 | 학생인권조례의 시행 | NATO | 충남 공주대학교사범 대학부설고등학교                                                                                       |
| 20회 | 5월 26일 | 학생인권조례의 시행 | 참가자 | 유하경, 연다은, 박인규 |
| 결과 | 갤럭시 3 : 1 NATO 최종 결과는 아래 문단 참조.                                                                              | 갤럭시 3 : 1 NATO 최종 결과는 아래 문단 참조.                                                                              | 갤럭시 3 : 1 NATO 최종 결과는 아래 문단 참조.                                                                              | 갤럭시 3 : 1 NATO 최종 결과는 아래 문단 참조.                                                                              |

### 2기
이 목록은 다음의 팀에 관한 것이다.
1. 1기 참가자가 속한 학교의 대표로 2기에 신규 참가한 팀(참가자)
2. 타방송사 프로그램에 참가한 경력이 있거나 이와 동시에 참가한 팀(참가자)[5]
3. 타방송사 프로그램 참가자가 속한 학교의 대표로 본 프로그램에 신규 참가한 팀(참가자)

- 이외의 참가 팀(참가자)은 2기에 최초로 참가한 팀(참가자)이다.

#### 2012년
| 회차 | 방영일                                                  | 주제                                                    | 참가팀                                                  | 소속                                                    |
| ---- | ------------------------------------------------------- | ------------------------------------------------------- | ------------------------------------------------------- | ------------------------------------------------------- |
| 1회  | 8월 18일                                                | 제1차 지역예선(충청, 호남, 영남, 제주권)                | 제1차 지역예선(충청, 호남, 영남, 제주권)                | 제1차 지역예선(충청, 호남, 영남, 제주권)                |
| 2회  | 8월 25일                                                | 제2차 지역예선(수도권, 강원권)                          | 제2차 지역예선(수도권, 강원권)                          | 제2차 지역예선(수도권, 강원권)                          |
| 3회  | 9월 1일                                                 | 학교폭력 방관자의 처벌                                  | 날자 카톡                                               | 경기 송림고등학교                                       |
| 3회  | 9월 1일                                                 | 학교폭력 방관자의 처벌                                  | 참가자                                                  | 박소희, 고승범, 임서영                                  |
| 3회  | 9월 1일                                                 | 학교폭력 방관자의 처벌                                  | 모의고사 ²                                              | 경기 양곡고등학교                                       |
| 3회  | 9월 1일                                                 | 학교폭력 방관자의 처벌                                  | 참가자                                                  | 황주희 ², 이창연, 김민성 ²                              |
| 결과 | 모의고사 팀(경기 양곡고등학교)이 본선 2회전에 진출.     | 모의고사 팀(경기 양곡고등학교)이 본선 2회전에 진출.     | 모의고사 팀(경기 양곡고등학교)이 본선 2회전에 진출.     | 모의고사 팀(경기 양곡고등학교)이 본선 2회전에 진출.     |
| 4회  | 9월 8일                                                 | 산업용 전기 요금의 인상                                 | 교하스타                                                | 경기 교하고등학교                                       |
| 4회  | 9월 8일                                                 | 산업용 전기 요금의 인상                                 | 참가자                                                  | 정형호, 이은정, 이태훈                                  |
| 4회  | 9월 8일                                                 | 산업용 전기 요금의 인상                                 | Plastic                                                 | 경기 운중고등학교                                       |
| 4회  | 9월 8일                                                 | 산업용 전기 요금의 인상                                 | 참가자                                                  | 나재인, 윤혜강, 이성경                                  |
| 결과 | 교하스타 팀(경기 교하고등학교)이 본선 2회전에 진출.     | 교하스타 팀(경기 교하고등학교)이 본선 2회전에 진출.     | 교하스타 팀(경기 교하고등학교)이 본선 2회전에 진출.     | 교하스타 팀(경기 교하고등학교)이 본선 2회전에 진출.     |
| 5회  | 9월 15일                                                | 고교 학습 선택권의 보장                                 | 12시                                                    | 강원 광희고등학교                                       |
| 5회  | 9월 15일                                                | 고교 학습 선택권의 보장                                 | 참가자                                                  | 박종민, 라선근, 김도균                                  |
| 5회  | 9월 15일                                                | 고교 학습 선택권의 보장                                 | 한울                                                    | 경기 의정부고등학교                                     |
| 5회  | 9월 15일                                                | 고교 학습 선택권의 보장                                 | 참가자                                                  | 김지성, 나현준, 남정권                                  |
| 결과 | 12시 팀(강원 동해광희고등학교)이 본선 2회전에 진출.     | 12시 팀(강원 동해광희고등학교)이 본선 2회전에 진출.     | 12시 팀(강원 동해광희고등학교)이 본선 2회전에 진출.     | 12시 팀(강원 동해광희고등학교)이 본선 2회전에 진출.     |
| 6회  | 9월 22일                                                | 미인대회 참가자의 성형을 어떻게 볼 것인가               | NMP                                                     | 전남 덕인고등학교                                       |
| 6회  | 9월 22일                                                | 미인대회 참가자의 성형을 어떻게 볼 것인가               | 참가자                                                  | 김지욱, 박창욱, 정이삭                                  |
| 6회  | 9월 22일                                                | 미인대회 참가자의 성형을 어떻게 볼 것인가               | 미온수                                                  | 대전 이문고등학교                                       |
| 6회  | 9월 22일                                                | 미인대회 참가자의 성형을 어떻게 볼 것인가               | 참가자                                                  | 임서진, 신상훈, 정소연                                  |
| 결과 | NMP 팀(전남 덕인고등학교)이 본선 2회전에 진출           | NMP 팀(전남 덕인고등학교)이 본선 2회전에 진출           | NMP 팀(전남 덕인고등학교)이 본선 2회전에 진출           | NMP 팀(전남 덕인고등학교)이 본선 2회전에 진출           |
| 7회  | 9월 29일                                                | 입학사정관제를 유지해야 하는가                          | 램프의 요정 ²                                           | 경기 안법고등학교                                       |
| 7회  | 9월 29일                                                | 입학사정관제를 유지해야 하는가                          | 참가자                                                  | 김채림, 임진희 ², 신혜원 ²                              |
| 7회  | 9월 29일                                                | 입학사정관제를 유지해야 하는가                          | 레몬에이드                                              | 서울 효문고등학교                                       |
| 7회  | 9월 29일                                                | 입학사정관제를 유지해야 하는가                          | 참가자                                                  | 손성은, 문강진, 오현지                                  |
| 결과 | 레몬에이드 팀(서울 효문고등학교)이 본선 2회전에 진출.   | 레몬에이드 팀(서울 효문고등학교)이 본선 2회전에 진출.   | 레몬에이드 팀(서울 효문고등학교)이 본선 2회전에 진출.   | 레몬에이드 팀(서울 효문고등학교)이 본선 2회전에 진출.   |
| 8회  | 10월 6일                                                | 가난은 개인의 탓인가? 사회구조의 문제인가?              | 돌풍                                                    | 인천 삼량고등학교                                       |
| 8회  | 10월 6일                                                | 가난은 개인의 탓인가? 사회구조의 문제인가?              | 참가자                                                  | 최려원, 장우현, 김민철                                  |
| 8회  | 10월 6일                                                | 가난은 개인의 탓인가? 사회구조의 문제인가?              | 나비효과 ¹                                              | 경기 창현고등학교                                       |
| 8회  | 10월 6일                                                | 가난은 개인의 탓인가? 사회구조의 문제인가?              | 참가자                                                  | 윤태현, 백민기, 이양우                                  |
| 결과 | 나비효과 팀(경기 창현고등학교)이 본선 2회전에 진출.     | 나비효과 팀(경기 창현고등학교)이 본선 2회전에 진출.     | 나비효과 팀(경기 창현고등학교)이 본선 2회전에 진출.     | 나비효과 팀(경기 창현고등학교)이 본선 2회전에 진출.     |
| 9회  | 10월 13일                                               | 묻지마 범죄는 범죄자 개인의 책임인가?                   | 듣자생존                                                | 서울 하나고등학교                                       |
| 9회  | 10월 13일                                               | 묻지마 범죄는 범죄자 개인의 책임인가?                   | 참가자                                                  | 김두빈, 윤소혜, 유용재                                  |
| 9회  | 10월 13일                                               | 묻지마 범죄는 범죄자 개인의 책임인가?                   | 팥빙수                                                  | 충북 세광고등학교                                       |
| 9회  | 10월 13일                                               | 묻지마 범죄는 범죄자 개인의 책임인가?                   | 참가자                                                  | 최윤호, 김선중, 임규혁                                  |
| 결과 | 듣자생존 팀(서울 하나고등학교)이 본선 2회전에 진출.     | 듣자생존 팀(서울 하나고등학교)이 본선 2회전에 진출.     | 듣자생존 팀(서울 하나고등학교)이 본선 2회전에 진출.     | 듣자생존 팀(서울 하나고등학교)이 본선 2회전에 진출.     |
| 10회 | 10월 20일                                               | 연예인의 정치 참여는 바람직한가?                        | 아고라 ³                                                | 경기 용인외국어고등학교                                 |
| 10회 | 10월 20일                                               | 연예인의 정치 참여는 바람직한가?                        | 참가자                                                  | 이계민, 변영인, 김효신                                  |
| 10회 | 10월 20일                                               | 연예인의 정치 참여는 바람직한가?                        | Carpe Diem                                              | 경기 문산고등학교                                       |
| 10회 | 10월 20일                                               | 연예인의 정치 참여는 바람직한가?                        | 참가자                                                  | 이준민, 김태호, 이유진                                  |
| 결과 | 아고라 팀(경기 용인외국어고등학교)이 본선 2회전에 진출. | 아고라 팀(경기 용인외국어고등학교)이 본선 2회전에 진출. | 아고라 팀(경기 용인외국어고등학교)이 본선 2회전에 진출. | 아고라 팀(경기 용인외국어고등학교)이 본선 2회전에 진출. |
| 11회 | 10월 27일                                               | 사형제를 유지해야 하는가?                               | 파손주의                                                | 울산 성신고등학교                                       |
| 11회 | 10월 27일                                               | 사형제를 유지해야 하는가?                               | 참가자                                                  | 김도언, 강민희, 이영준                                  |
| 11회 | 10월 27일                                               | 사형제를 유지해야 하는가?                               | 소진이와 아이들                                         | 광주 빛고을고등학교                                     |
| 11회 | 10월 27일                                               | 사형제를 유지해야 하는가?                               | 참가자                                                  | 김소진, 이동근, 김태희                                  |
| 결과 | 파손주의 팀(울산 성신고등학교)이 2회전에 진출.          | 파손주의 팀(울산 성신고등학교)이 2회전에 진출.          | 파손주의 팀(울산 성신고등학교)이 2회전에 진출.          | 파손주의 팀(울산 성신고등학교)이 2회전에 진출.          |
| 12회 | 11월 3일                                                | 학교폭력 전과를 학생부에 기재해야 하는가?               | 헤르메스                                                | 광주 상일여자고등학교                                   |
| 12회 | 11월 3일                                                | 학교폭력 전과를 학생부에 기재해야 하는가?               | 참가자                                                  | 김연아, 김애림, 김승연                                  |
| 12회 | 11월 3일                                                | 학교폭력 전과를 학생부에 기재해야 하는가?               | 우유봉                                                  | 대구 신명고등학교                                       |
| 12회 | 11월 3일                                                | 학교폭력 전과를 학생부에 기재해야 하는가?               | 참가자                                                  | 차유호, 김민우, 이상봉                                  |
| 결과 | 헤르메스 팀(광주 상일여자고등학교)이 2회전에 진출.      | 헤르메스 팀(광주 상일여자고등학교)이 2회전에 진출.      | 헤르메스 팀(광주 상일여자고등학교)이 2회전에 진출.      | 헤르메스 팀(광주 상일여자고등학교)이 2회전에 진출.      |
| 13회 | 11월 10일                                               | 한국은 남녀평등지수가 높은 나라인가?                    | 진지애                                                  | 충북 한국교원대학교 부설고등학교                        |
| 13회 | 11월 10일                                               | 한국은 남녀평등지수가 높은 나라인가?                    | 참가자                                                  | 유지혜, 민애린, 한효진                                  |
| 13회 | 11월 10일                                               | 한국은 남녀평등지수가 높은 나라인가?                    | Able                                                    | 경기 세마고등학교                                       |
| 13회 | 11월 10일                                               | 한국은 남녀평등지수가 높은 나라인가?                    | 참가자                                                  | 김보람, 한정훈, 김효정                                  |
| 결과 | Able 팀(경기 세마고등학교)이 3회전에 진출.              | Able 팀(경기 세마고등학교)이 3회전에 진출.              | Able 팀(경기 세마고등학교)이 3회전에 진출.              | Able 팀(경기 세마고등학교)이 3회전에 진출.              |
| 14회 | 11월 17일                                               | 존엄사를 법제화해야 하는가?                             | 교하스타                                                | 경기 교하고등학교                                       |
| 14회 | 11월 17일                                               | 존엄사를 법제화해야 하는가?                             | 참가자                                                  | 정형호, 이은정, 이태훈                                  |
| 14회 | 11월 17일                                               | 존엄사를 법제화해야 하는가?                             | 듣자생존                                                | 서울 하나고등학교                                       |
| 14회 | 11월 17일                                               | 존엄사를 법제화해야 하는가?                             | 참가자                                                  | 김두빈, 윤소혜, 유용재                                  |
| 결과 | 듣자생존 팀(서울 하나고등학교)이 3회전에 진출.          | 듣자생존 팀(서울 하나고등학교)이 3회전에 진출.          | 듣자생존 팀(서울 하나고등학교)이 3회전에 진출.          | 듣자생존 팀(서울 하나고등학교)이 3회전에 진출.          |
| 15회 | 11월 24일                                               | 선행학습을 허용해야 하는가?                             | NMP                                                     | 전남 덕인고등학교                                       |
| 15회 | 11월 24일                                               | 선행학습을 허용해야 하는가?                             | 참가자                                                  | 김지욱, 박창욱, 정이삭                                  |
| 15회 | 11월 24일                                               | 선행학습을 허용해야 하는가?                             | 모의고사                                                | 경기 양곡고등학교                                       |
| 15회 | 11월 24일                                               | 선행학습을 허용해야 하는가?                             | 참가자                                                  | 황주희, 이창연, 김민성                                  |
| 결과 | NMP 팀(전남 덕인고등학교)이 3회전에 진출.               | NMP 팀(전남 덕인고등학교)이 3회전에 진출.               | NMP 팀(전남 덕인고등학교)이 3회전에 진출.               | NMP 팀(전남 덕인고등학교)이 3회전에 진출.               |
| 16회 | 12월 1일                                                | 투표 인센티브제를 도입해야 하는가?                      | 나비효과                                                | 경기 창현고등학교                                       |
| 16회 | 12월 1일                                                | 투표 인센티브제를 도입해야 하는가?                      | 참가자                                                  | 윤태현, 백민기, 이양우                                  |
| 16회 | 12월 1일                                                | 투표 인센티브제를 도입해야 하는가?                      | 레몬에이드                                              | 서울 효문고등학교                                       |
| 16회 | 12월 1일                                                | 투표 인센티브제를 도입해야 하는가?                      | 참가자                                                  | 손성은, 문강진, 오현지                                  |
| 결과 | 레몬에이드 팀(서울 효문고등학교)이 3회전에 진출.        | 레몬에이드 팀(서울 효문고등학교)이 3회전에 진출.        | 레몬에이드 팀(서울 효문고등학교)이 3회전에 진출.        | 레몬에이드 팀(서울 효문고등학교)이 3회전에 진출.        |
| 17회 | 12월 8일                                                | 군가산점제를 부활해야 하는가?                           | Able                                                    | 경기 세마고등학교                                       |
| 17회 | 12월 8일                                                | 군가산점제를 부활해야 하는가?                           | 참가자                                                  | 김보람, 한정훈, 김효정                                  |
| 17회 | 12월 8일                                                | 군가산점제를 부활해야 하는가?                           | 파손주의                                                | 울산 성신고등학교                                       |
| 17회 | 12월 8일                                                | 군가산점제를 부활해야 하는가?                           | 참가자                                                  | 김도언, 강민희, 이영준                                  |
| 결과 | Able 팀(경기 세마고등학교)이 3회전에 진출.              | Able 팀(경기 세마고등학교)이 3회전에 진출.              | Able 팀(경기 세마고등학교)이 3회전에 진출.              | Able 팀(경기 세마고등학교)이 3회전에 진출.              |
| 18회 | 12월 15일                                               | 60세 정년 연장을 의무화해야 하는가?                     | 아고라                                                  | 경기 용인외국어고등학교                                 |
| 18회 | 12월 15일                                               | 60세 정년 연장을 의무화해야 하는가?                     | 참가자                                                  | 이계민, 변영인, 김효신                                  |
| 18회 | 12월 15일                                               | 60세 정년 연장을 의무화해야 하는가?                     | 헤르메스                                                | 광주 상일여자고등학교                                   |
| 18회 | 12월 15일                                               | 60세 정년 연장을 의무화해야 하는가?                     | 참가자                                                  | 김연아, 김애림, 김승연                                  |
| 결과 | 헤르메스 팀(광주 상일여자고등학교)이 결승리그전에 진출. | 헤르메스 팀(광주 상일여자고등학교)이 결승리그전에 진출. | 헤르메스 팀(광주 상일여자고등학교)이 결승리그전에 진출. | 헤르메스 팀(광주 상일여자고등학교)이 결승리그전에 진출. |
| 19회 | 12월 22일                                               | 만 0세 ~ 2세 어린이에 대한 전면 무상보육 실시           | 듣자생존                                                | 서울 하나고등학교                                       |
| 19회 | 12월 22일                                               | 만 0세 ~ 2세 어린이에 대한 전면 무상보육 실시           | 참가자                                                  | 김두빈, 윤소혜, 유용재                                  |
| 19회 | 12월 22일                                               | 만 0세 ~ 2세 어린이에 대한 전면 무상보육 실시           | NMP                                                     | 전남 덕인고등학교                                       |
| 19회 | 12월 22일                                               | 만 0세 ~ 2세 어린이에 대한 전면 무상보육 실시           | 참가자                                                  | 김지욱, 박창욱, 정이삭                                  |
| 결과 | 듣자생존 팀(서울 하나고등학교)이 결승리그전에 진출.     | 듣자생존 팀(서울 하나고등학교)이 결승리그전에 진출.     | 듣자생존 팀(서울 하나고등학교)이 결승리그전에 진출.     | 듣자생존 팀(서울 하나고등학교)이 결승리그전에 진출.     |
| 20회 | 12월 29일                                               | 초등학교의 일제고사 시행                                | 레몬에이드                                              | 서울 효문고등학교                                       |
| 20회 | 12월 29일                                               | 초등학교의 일제고사 시행                                | 참가자                                                  | 손성은, 문강진, 오현지                                  |
| 20회 | 12월 29일                                               | 초등학교의 일제고사 시행                                | Able                                                    | 경기 세마고등학교                                       |
| 20회 | 12월 29일                                               | 초등학교의 일제고사 시행                                | 참가자                                                  | 김보람, 한정훈, 김효정                                  |
| 결과 | Able 팀(경기 세마고등학교)이 결승리그전에 진출.         | Able 팀(경기 세마고등학교)이 결승리그전에 진출.         | Able 팀(경기 세마고등학교)이 결승리그전에 진출.         | Able 팀(경기 세마고등학교)이 결승리그전에 진출.         |

#### 2013년
| 회차 | 방영일                                                  | 주제                                                    | 참가팀                                                  | 소속                                                    |
| ---- | ------------------------------------------------------- | ------------------------------------------------------- | ------------------------------------------------------- | ------------------------------------------------------- |
| 21회 | 1월 5일                                                 | 대체공휴일제를 도입해야 하는가?                         | 헤르메스                                                | 광주 상일여자고등학교                                   |
| 21회 | 1월 5일                                                 | 대체공휴일제를 도입해야 하는가?                         | 참가자                                                  | 김연아, 김애림, 김승연                                  |
| 21회 | 1월 5일                                                 | 대체공휴일제를 도입해야 하는가?                         | 12시                                                    | 강원 광희고등학교                                       |
| 21회 | 1월 5일                                                 | 대체공휴일제를 도입해야 하는가?                         | 참가자                                                  | 박종민, 라선근, 김도균                                  |
| 결과 | 헤르메스 팀(광주 상일여자고등학교)이 결승리그전에 진출. | 헤르메스 팀(광주 상일여자고등학교)이 결승리그전에 진출. | 헤르메스 팀(광주 상일여자고등학교)이 결승리그전에 진출. | 헤르메스 팀(광주 상일여자고등학교)이 결승리그전에 진출. |
| 22회 | 1월 12일                                                | 종교시설에 과세를 해야 하는가?                          | 헤르메스                                                | 광주 상일여자고등학교                                   |
| 22회 | 1월 12일                                                | 종교시설에 과세를 해야 하는가?                          | 참가자                                                  | 김연아, 김애림, 김승연                                  |
| 22회 | 1월 12일                                                | 종교시설에 과세를 해야 하는가?                          | 듣자생존                                                | 서울 하나고등학교                                       |
| 22회 | 1월 12일                                                | 종교시설에 과세를 해야 하는가?                          | 참가자                                                  | 김두빈, 윤소혜, 유용재                                  |
| 결과 | 무승부로 처리.                                          | 무승부로 처리.                                          | 무승부로 처리.                                          | 무승부로 처리.                                          |
| 23회 | 1월 19일                                                | 양심적 병역거부자에 대한 대체 복무제 실시               | Able                                                    | 경기 세마고등학교                                       |
| 23회 | 1월 19일                                                | 양심적 병역거부자에 대한 대체 복무제 실시               | 참가자                                                  | 김보람, 한정훈, 김효정                                  |
| 23회 | 1월 19일                                                | 양심적 병역거부자에 대한 대체 복무제 실시               | 헤르메스                                                | 광주 상일여자고등학교                                   |
| 23회 | 1월 19일                                                | 양심적 병역거부자에 대한 대체 복무제 실시               | 참가자                                                  | 김연아, 김애림, 김승연                                  |
| 결과 | 헤르메스 1 : 0 Able                                     | 헤르메스 1 : 0 Able                                     | 헤르메스 1 : 0 Able                                     | 헤르메스 1 : 0 Able                                     |
| 24회 | 1월 26일                                                | 연예인의 특례 입학                                      | 듣자생존                                                | 서울 하나고등학교                                       |
| 24회 | 1월 26일                                                | 연예인의 특례 입학                                      | 참가자                                                  | 김두빈, 윤소혜, 유용재                                  |
| 24회 | 1월 26일                                                | 연예인의 특례 입학                                      | Able                                                    | 경기 세마고등학교                                       |
| 24회 | 1월 26일                                                | 연예인의 특례 입학                                      | 참가자                                                  | 김보람, 한정훈, 김효정                                  |
| 결과 | Able 1 : 0 듣자생존 최종 결과는 아래 문단 참조.         | Able 1 : 0 듣자생존 최종 결과는 아래 문단 참조.         | Able 1 : 0 듣자생존 최종 결과는 아래 문단 참조.         | Able 1 : 0 듣자생존 최종 결과는 아래 문단 참조.         |

### 3기
이 목록은 다음의 팀에 관한 것이다.
1. 이전 기수 참가자가 속한 학교의 대표로 3기에 신규 참가한 팀(참가자)

- 이외의 참가 팀(참가자)은 3기에 최초로 참가한 팀(참가자)이다.

#### 2013년
| 회차 | 방영일                                                                                                  | 주제 | 참가팀                                                                                                  | 소속 |
| ---- | --- | --- | --- | --- |
| 1회  | 3월 2일                                                                                                 | 제1차 지역예선(수도권, 강원권)                                                                          | 제1차 지역예선(수도권, 강원권)                                                                          | 제1차 지역예선(수도권, 강원권)                                                                          |
| 2회  | 3월 9일                                                                                                 | 제2차 지역예선(충청, 호남, 영남, 제주권)                                                                | 제2차 지역예선(충청, 호남, 영남, 제주권)                                                                | 제2차 지역예선(충청, 호남, 영남, 제주권)                                                                |
| 3회  | 3월 16일                                                                                                | 택시를 대중교통수단으로 인정해야 하는가?                                                                | 베리타스                                                                                                | 서울 대일고등학교                                                                                       |
| 3회  | 3월 16일                                                                                                | 택시를 대중교통수단으로 인정해야 하는가?                                                                | 참가자                                                                                                  | 정다희, 김솔, 이승윤                                                                                    |
| 3회  | 3월 16일                                                                                                | 택시를 대중교통수단으로 인정해야 하는가?                                                                | 별빛토론토                                                                                              | 대구 오성고등학교                                                                                       |
| 3회  | 3월 16일                                                                                                | 택시를 대중교통수단으로 인정해야 하는가?                                                                | 참가자                                                                                                  | 조우인, 권도훈, 이광민                                                                                  |
| 결과 | 별빛토론토 팀(대구 오성고등학교)이 8강전에 진출.                                                        | 별빛토론토 팀(대구 오성고등학교)이 8강전에 진출.                                                        | 별빛토론토 팀(대구 오성고등학교)이 8강전에 진출.                                                        | 별빛토론토 팀(대구 오성고등학교)이 8강전에 진출.                                                        |
| 4회  | 3월 23일                                                                                                | 군 복무기간 단축은 올바른 일인가?                                                                       | 탐탐 | 서울 송곡여자고등학교                                                                                   |
| 4회  | 3월 23일                                                                                                | 군 복무기간 단축은 올바른 일인가?                                                                       | 참가자                                                                                                  | 한혜리, 서민정, 변혜림                                                                                  |
| 4회  | 3월 23일                                                                                                | 군 복무기간 단축은 올바른 일인가?                                                                       | 위하나                                                                                                  | 서울 상일여자고등학교                                                                                   |
| 4회  | 3월 23일                                                                                                | 군 복무기간 단축은 올바른 일인가?                                                                       | 참가자                                                                                                  | 안지현, 유수림, 정슬아                                                                                  |
| 결과 | 탐탐 팀(서울 송곡여자고등학교)이 8강전에 진출                                                           | 탐탐 팀(서울 송곡여자고등학교)이 8강전에 진출                                                           | 탐탐 팀(서울 송곡여자고등학교)이 8강전에 진출                                                           | 탐탐 팀(서울 송곡여자고등학교)이 8강전에 진출                                                           |
| 5회  | 3월 30일                                                                                                | 생계형 범죄자의 특별사면                                                                                | 경사났네                                                                                                | 대구 대륜고등학교                                                                                       |
| 5회  | 3월 30일                                                                                                | 생계형 범죄자의 특별사면                                                                                | 참가자                                                                                                  | 김상헌, 서형진, 안치영                                                                                  |
| 5회  | 3월 30일                                                                                                | 생계형 범죄자의 특별사면                                                                                | 당당토론                                                                                                | 대구여자고등학교                                                                                        |
| 5회  | 3월 30일                                                                                                | 생계형 범죄자의 특별사면                                                                                | 참가자                                                                                                  | 안지현, 유수림, 정슬아                                                                                  |
| 결과 | 경사났네 팀(대구 대륜고등학교)이 8강전에 진출                                                           | 경사났네 팀(대구 대륜고등학교)이 8강전에 진출                                                           | 경사났네 팀(대구 대륜고등학교)이 8강전에 진출                                                           | 경사났네 팀(대구 대륜고등학교)이 8강전에 진출                                                           |
| 6회  | 4월 6일                                                                                                 | 노량진 컵밥집 강제철거                                                                                  | 듣자생존¹                                                                                               | 서울 하나고등학교                                                                                       |
| 6회  | 4월 6일                                                                                                 | 노량진 컵밥집 강제철거                                                                                  | 참가자                                                                                                  | 차현우, 이하민, 공채린                                                                                  |
| 6회  | 4월 6일                                                                                                 | 노량진 컵밥집 강제철거                                                                                  | 우리누리                                                                                                | 서울 세화여자고등학교                                                                                   |
| 6회  | 4월 6일                                                                                                 | 노량진 컵밥집 강제철거                                                                                  | 참가자                                                                                                  | 백수연, 안유진, 김서현                                                                                  |
| 결과 | 듣자생존 팀(서울 하나고등학교)이 8강전에 진출                                                           | 듣자생존 팀(서울 하나고등학교)이 8강전에 진출                                                           | 듣자생존 팀(서울 하나고등학교)이 8강전에 진출                                                           | 듣자생존 팀(서울 하나고등학교)이 8강전에 진출                                                           |
| 7회  | 4월 13일                                                                                                | 소년법의 폐지                                                                                           | CD | 강원 원주여자고등학교                                                                                   |
| 7회  | 4월 13일                                                                                                | 소년법의 폐지                                                                                           | 참가자                                                                                                  | 정주은, 윤한희, 황예림                                                                                  |
| 7회  | 4월 13일                                                                                                | 소년법의 폐지                                                                                           | 광개토론대왕                                                                                            | 경기외국어고등학교                                                                                      |
| 7회  | 4월 13일                                                                                                | 소년법의 폐지                                                                                           | 참가자                                                                                                  | 임수민, 유선명, 양지은                                                                                  |
| 결과 | 광개토론대왕 팀(경기외국어고등학교)이 8강전에 진출                                                      | 광개토론대왕 팀(경기외국어고등학교)이 8강전에 진출                                                      | 광개토론대왕 팀(경기외국어고등학교)이 8강전에 진출                                                      | 광개토론대왕 팀(경기외국어고등학교)이 8강전에 진출                                                      |
| 8회  | 4월 20일                                                                                                | 고교 평준화 정책                                                                                        | Fire¹                                                                                                   | 대전 대성고등학교                                                                                       |
| 8회  | 4월 20일                                                                                                | 고교 평준화 정책                                                                                        | 참가자                                                                                                  | 이경준, 안성현, 김용준                                                                                  |
| 8회  | 4월 20일                                                                                                | 고교 평준화 정책                                                                                        | 울림 | 대구 시지고등학교                                                                                       |
| 8회  | 4월 20일                                                                                                | 고교 평준화 정책                                                                                        | 참가자                                                                                                  | 한효지, 허수산, 이효정                                                                                  |
| 결과 | 울림 팀(대구 시지고등학교)이 8강전에 진출                                                               | 울림 팀(대구 시지고등학교)이 8강전에 진출                                                               | 울림 팀(대구 시지고등학교)이 8강전에 진출                                                               | 울림 팀(대구 시지고등학교)이 8강전에 진출                                                               |
| 9회  | 4월 27일                                                                                                | 일본 제품 불매운동                                                                                      | Agora                                                                                                   | 서울 이화여자대학교 부속고등학교                                                                        |
| 9회  | 4월 27일                                                                                                | 일본 제품 불매운동                                                                                      | 참가자                                                                                                  | 이유림, 안현지, 이윤성                                                                                  |
| 9회  | 4월 27일                                                                                                | 일본 제품 불매운동                                                                                      | Niners                                                                                                  | 서울 명덕외국어고등학교                                                                                 |
| 9회  | 4월 27일                                                                                                | 일본 제품 불매운동                                                                                      | 참가자                                                                                                  | 이연주, 최주현, 김세원                                                                                  |
| 결과 | Agora 팀(서울 이화여자대학교 부속고등학교)이 8강전에 진출                                               | Agora 팀(서울 이화여자대학교 부속고등학교)이 8강전에 진출                                               | Agora 팀(서울 이화여자대학교 부속고등학교)이 8강전에 진출                                               | Agora 팀(서울 이화여자대학교 부속고등학교)이 8강전에 진출                                               |
| 10회 | 5월 4일                                                                                                 | 담배 가격 이천 원 인상                                                                                  | 디프 | 대구 송현여자고등학교                                                                                   |
| 10회 | 5월 4일                                                                                                 | 담배 가격 이천 원 인상                                                                                  | 참가자                                                                                                  | 김명현, 신혜림, 이지혜                                                                                  |
| 10회 | 5월 4일                                                                                                 | 담배 가격 이천 원 인상                                                                                  | RGB콩밥                                                                                                 | 광주 광덕고등학교                                                                                       |
| 10회 | 5월 4일                                                                                                 | 담배 가격 이천 원 인상                                                                                  | 참가자                                                                                                  | 김준원, 홍승호, 박진                                                                                    |
| 결과 | 디프 팀(대구 송현여자고등학교)이 8강전에 진출                                                           | 디프 팀(대구 송현여자고등학교)이 8강전에 진출                                                           | 디프 팀(대구 송현여자고등학교)이 8강전에 진출                                                           | 디프 팀(대구 송현여자고등학교)이 8강전에 진출                                                           |
| 11회 | 5월 11일                                                                                                | 지상파 가요순위제의 부활                                                                                | 별빛토론토                                                                                              | 대구 오성여자고등학교                                                                                   |
| 11회 | 5월 11일                                                                                                | 지상파 가요순위제의 부활                                                                                | 참가자                                                                                                  | 조우인, 권도훈, 이광민                                                                                  |
| 11회 | 5월 11일                                                                                                | 지상파 가요순위제의 부활                                                                                | 탐탐 | 서울 송곡여자고등학교                                                                                   |
| 11회 | 5월 11일                                                                                                | 지상파 가요순위제의 부활                                                                                | 참가자                                                                                                  | 한혜리, 서민정, 변혜림                                                                                  |
| 결과 | 탐탐 팀(서울 송곡여자고등학교)이 4강전에 진출.                                                          | 탐탐 팀(서울 송곡여자고등학교)이 4강전에 진출.                                                          | 탐탐 팀(서울 송곡여자고등학교)이 4강전에 진출.                                                          | 탐탐 팀(서울 송곡여자고등학교)이 4강전에 진출.                                                          |
| 12회 | 5월 18일                                                                                                | 서머타임 제의 실시                                                                                      | 경사났네                                                                                                | 대구 대륜고등학교                                                                                       |
| 12회 | 5월 18일                                                                                                | 서머타임 제의 실시                                                                                      | 참가자                                                                                                  | 김상헌, 서형진, 안치영                                                                                  |
| 12회 | 5월 18일                                                                                                | 서머타임 제의 실시                                                                                      | 듣자생존                                                                                                | 서울 하나고등학교                                                                                       |
| 12회 | 5월 18일                                                                                                | 서머타임 제의 실시                                                                                      | 참가자                                                                                                  | 차현우, 이하민, 공채린                                                                                  |
| 결과 | 듣자생존 팀(서울 하나고등학교)이 4강전에 진출.                                                          | 듣자생존 팀(서울 하나고등학교)이 4강전에 진출.                                                          | 듣자생존 팀(서울 하나고등학교)이 4강전에 진출.                                                          | 듣자생존 팀(서울 하나고등학교)이 4강전에 진출.                                                          |
| 13회 | 5월 25일                                                                                                | 어린이 식품안전보호구역의 지정                                                                          | 광개토론대왕                                                                                            | 경기외국어고등학교                                                                                      |
| 13회 | 5월 25일                                                                                                | 어린이 식품안전보호구역의 지정                                                                          | 참가자                                                                                                  | 임수민, 유선명, 양지은                                                                                  |
| 13회 | 5월 25일                                                                                                | 어린이 식품안전보호구역의 지정                                                                          | 울림 | 대구 시지고등학교                                                                                       |
| 13회 | 5월 25일                                                                                                | 어린이 식품안전보호구역의 지정                                                                          | 참가자                                                                                                  | 한효지, 허수산, 이효정                                                                                  |
| 결과 | 광개토론대왕 팀(경기외국어고등학교)이 4강전에 진출.                                                     | 광개토론대왕 팀(경기외국어고등학교)이 4강전에 진출.                                                     | 광개토론대왕 팀(경기외국어고등학교)이 4강전에 진출.                                                     | 광개토론대왕 팀(경기외국어고등학교)이 4강전에 진출.                                                     |
| 14회 | 6월 1일                                                                                                 | 9월 학기제의 도입                                                                                       | Agora                                                                                                   | 서울 이화여자대학교 부속고등학교                                                                        |
| 14회 | 6월 1일                                                                                                 | 9월 학기제의 도입                                                                                       | 참가자                                                                                                  | 이유림, 안현지, 이윤성                                                                                  |
| 14회 | 6월 1일                                                                                                 | 9월 학기제의 도입                                                                                       | 디프 | 대구 송현여자고등학교                                                                                   |
| 14회 | 6월 1일                                                                                                 | 9월 학기제의 도입                                                                                       | 참가자                                                                                                  | 김명현, 신혜림, 이지혜                                                                                  |
| 결과 | 디프 팀(대구 송현여자고등학교)이 4강전에 진출.                                                          | 디프 팀(대구 송현여자고등학교)이 4강전에 진출.                                                          | 디프 팀(대구 송현여자고등학교)이 4강전에 진출.                                                          | 디프 팀(대구 송현여자고등학교)이 4강전에 진출.                                                          |
| 15회 | 6월 8일                                                                                                 | 탐정법의 도입                                                                                           | 탐탐 | 서울 송곡여자고등학교                                                                                   |
| 15회 | 6월 8일                                                                                                 | 탐정법의 도입                                                                                           | 참가자                                                                                                  | 한혜리, 서민정, 변혜림                                                                                  |
| 15회 | 6월 8일                                                                                                 | 탐정법의 도입                                                                                           | 듣자생존                                                                                                | 서울 하나고등학교                                                                                       |
| 15회 | 6월 8일                                                                                                 | 탐정법의 도입                                                                                           | 참가자                                                                                                  | 차현우, 이하민, 공채린                                                                                  |
| 결과 | 탐탐 팀(서울 송곡여자고등학교)이 결승전에 진출. 듣자생존 팀(서울 하나고등학교)은 3 · 4위전에 진출.      | 탐탐 팀(서울 송곡여자고등학교)이 결승전에 진출. 듣자생존 팀(서울 하나고등학교)은 3 · 4위전에 진출.      | 탐탐 팀(서울 송곡여자고등학교)이 결승전에 진출. 듣자생존 팀(서울 하나고등학교)은 3 · 4위전에 진출.      | 탐탐 팀(서울 송곡여자고등학교)이 결승전에 진출. 듣자생존 팀(서울 하나고등학교)은 3 · 4위전에 진출.      |
| 16회 | 6월 15일                                                                                                | 비만세의 도입                                                                                           | 광개토론대왕                                                                                            | 경기외국어고등학교                                                                                      |
| 16회 | 6월 15일                                                                                                | 비만세의 도입                                                                                           | 참가자                                                                                                  | 임수민, 유선명, 양지은                                                                                  |
| 16회 | 6월 15일                                                                                                | 비만세의 도입                                                                                           | 디프 | 대구 송현여자고등학교                                                                                   |
| 16회 | 6월 15일                                                                                                | 비만세의 도입                                                                                           | 참가자                                                                                                  | 김명현, 신혜림, 이지혜                                                                                  |
| 결과 | 광개토론대왕 팀(경기외국어고등학교)이 결승전에 진출. 디프 팀(대구 송현여자고등학교)은 3 · 4위전에 진출. | 광개토론대왕 팀(경기외국어고등학교)이 결승전에 진출. 디프 팀(대구 송현여자고등학교)은 3 · 4위전에 진출. | 광개토론대왕 팀(경기외국어고등학교)이 결승전에 진출. 디프 팀(대구 송현여자고등학교)은 3 · 4위전에 진출. | 광개토론대왕 팀(경기외국어고등학교)이 결승전에 진출. 디프 팀(대구 송현여자고등학교)은 3 · 4위전에 진출. |
| 17회 | 6월 22일                                                                                                | 시간제 일자리의 확대                                                                                    | 듣자생존                                                                                                | 서울 하나고등학교                                                                                       |
| 17회 | 6월 22일                                                                                                | 시간제 일자리의 확대                                                                                    | 참가자                                                                                                  | 차현우, 이하민, 공채린                                                                                  |
| 17회 | 6월 22일                                                                                                | 시간제 일자리의 확대                                                                                    | 디프 | 대구 송현여자고등학교                                                                                   |
| 17회 | 6월 22일                                                                                                | 시간제 일자리의 확대                                                                                    | 참가자                                                                                                  | 김명현, 신혜림, 이지혜                                                                                  |
| 결과 | 디프 팀(대구 송현여자고등학교)이 3위로 입상.                                                            | 디프 팀(대구 송현여자고등학교)이 3위로 입상.                                                            | 디프 팀(대구 송현여자고등학교)이 3위로 입상.                                                            | 디프 팀(대구 송현여자고등학교)이 3위로 입상.                                                            |
| 18회 | 6월 29일                                                                                                | 성범죄자에 대한 화학적 거세                                                                             | 광개토론대왕                                                                                            | 경기외국어고등학교                                                                                      |
| 18회 | 6월 29일                                                                                                | 성범죄자에 대한 화학적 거세                                                                             | 참가자                                                                                                  | 임수민, 유선명, 양지은                                                                                  |
| 18회 | 6월 29일                                                                                                | 성범죄자에 대한 화학적 거세                                                                             | 탐탐 | 서울 송곡여자고등학교                                                                                   |
| 18회 | 6월 29일                                                                                                | 성범죄자에 대한 화학적 거세                                                                             | 참가자                                                                                                  | 한혜리, 서민정, 변혜림                                                                                  |
| 결과 | 최종 결과는 아래 문단 참조.                                                                             | 최종 결과는 아래 문단 참조.                                                                             | 최종 결과는 아래 문단 참조.                                                                             | 최종 결과는 아래 문단 참조.                                                                             |

## 시상 내역

### 1기
- 우승(대상) : 갤럭시(경기 창현고등학교, 1라운드 : 234점, 2라운드 : 232점, 총점 : 466점)
- 준우승(최우수상) : 에스프레소(부산 해운대여자고등학교, 1라운드 : 204점, 2라운드 : 220점, 총점 : 424점)
- 3위(우수상) : NATO(충남 공주대학교사범대학부설고등학교, 1라운드 : 215점, 2라운드 : 208점, 총점 : 423점)

### 2기
- 우승(대상) : 헤르메스(광주 상일여자고등학교, 1회전 : 147점, 2회전 : 159점, 총점 : 306점)[14]
- 준우승(최우수상) : Able(경기 세마고등학교, 1회전 : 146점, 2회전 : 160점, 총점 : 306점)
- 3위(우수상) : 듣자생존(서울 하나고등학교, 1회전 : 147점, 2회전 : 140점, 총점 : 287점)

### 3기
- 우승(대상) : 광개토론대왕(경기외국어고등학교)
- 준우승(최우수상) : 탐탐(서울 송곡여자고등학교)
- 3위(우수상) : 디프(대구 송현여자고등학교)[15]

6기
- 세종시 양지고등학교 '페이토'[16]팀 세종시 최초로 국회 사무총장 상 수상

- (특히 이 팀은 중앙선거관리위원회에서 주최하는 대한민국 열린 토론대회에서 4강 진출 및 준우승까지 한 저력있는 팀으로, 양지고등학교의 전설로 남아 있다. 팀원 중 한 명인 김형준 군은, 페이토는 세계대회 우승을 목표로 한다면서 고등학생 토론게 뿐만 아니라 세계 토론계에서 전설로 남고 싶다고 밝혔다.)

7기
- 우승(대상) : 로고스(동화고등학교)
- 준우승(최우수상) : 반박불가(북일고등학교)
- 3위(우수상) : 커튼콜(인천하늘고)

## 같이 보기
- 고교토론 판 : 위 프로그램과 성격이 유사한 OBS경인TV의 텔레비전 프로그램[17].
- 대학토론배틀 : TVN의 대학생 대상 토론 프로그램.